# Cephaloascus
Cephaloascus är ett släkte av svampar. Cephaloascus ingår i familjen Cephaloascaceae, ordningen Saccharomycetales, klassen Saccharomycetes, divisionen sporsäcksvampar och riket svampar.
| Cephaloascus | \| \| Cephaloascus fragrans \| \| \| \| \| \| Cephaloascus albidus \| \| \| \| |
|              | \| \| Cephaloascus fragrans \| \| \| \| \| \| Cephaloascus albidus \| \| \| \| |
|              | Cephaloascus fragrans                                                          |
|              |                                                                                |
|              | Cephaloascus albidus                                                           |
|              |                                                                                |

|  | Cephaloascus fragrans |
|  |                       |
|  | Cephaloascus albidus  |
|  |                       |